# Kondzsaku monogatarisú
A Kondzsaku monogatarisú (今昔物語集 „Múltbéli mesék antológiája”), más néven a Kondzsaku monogatari (今昔 物語 – „a jelen és a múlt történetei”) egy késő Heian-kori (794-1185) japán gyűjtemény, amely több mint ezer mesét tartalmaz. A teljes gyűjtemény eredetileg 31 kötetből állt, mára ebből 28 maradt. A kötetek különböző történeteket tartalmaznak Indiából, Kínából és Japánból. Az elveszett kötetek történeteire irodalmi kritikák utalnak, s ezekből lehet rekonstruálni, miről szóltak.

## A mű címe
A Kondzsaku monogatarisúban minden történet ugyan azzal a kifejezéssel nyit (magyarban: egyszer volt, hol nem volt, ez japánban ’ima va mukasi’-nak (今は昔) feleltethető meg. A kifejezés kínai olvasata a kondzsaku, így az ilyen mesék a kondzsaku monogatarik. Közismertebben „Kondzsaku monogatari”-ként ismert, de mivel antológiáról van szó, a hosszabb cím pontosabb.

## Felépítése
A Kondzsaku monogatarisú azon régiók szerint van felosztva, ahonnan a történetek származnak. Az első öt kötet, a 天竺 (Tendzsiku) szakasz tartalmaz indiai elbeszéléseket. A következő öt kötet, a 震旦 (Sintan) szakasz, Kínából származó meséket tartalmaz. Az antológia többi része, a 本 朝 (Honcsó) szakasz pedig, Japánról szóló meséket tartalmaz.
Fontos megjegyezni, hogy a történetek elrendezése párhuzamba áll azzal, ahogyan a buddhizmus átkerült, és fejlődött Japánban. A gyűjteményen keresztül jobban érthetővé válik a buddhizmus jelentősége, és hogy hogyan került Japánba. A buddhizmus Indiából indult ki, és került át Kínába, ahol nagyon népszerű lesz.
Először is, a buddhizmus elhagyja Indiát, és nagyon népszerűvé válik Kínában. Mivel a japánok sok mindent vettek át a kínaiaktól, idővel a buddhizmus is átkerült. Minden lépéssel, ahogy a buddhizmus egyre több hellyel érintkezett, és ez által változott, mire Japánba került, egy teljesen másmilyen buddhizmus lett, mint az indiai.

## Tartalom
A tartalom nagyrészt a buddhista és világi folklórból tevődik össze. Az antológia mitológiákat egyáltalán nem, sintóval kapcsolatos hivatkozásokat pedig csak szórványosan tartalmaz. A buddhista mesék számos témát fednek be, például a buddhizmus fejlődésével, átadásával és elterjedésével foglalkozó történelmi mesék, vagy a karmikus megtorlással foglalkozó dogmatikus mesék. A néprajzi mesék többnyire az emberek és a természetfeletti találkozásokat mutatják be. A karakterek az akkori japán társadalomból kerülnek ki (nemesek, harcosok, szerzetesek, tudósok, orvosok, parasztgazdák, kereskedők stb.). Természetfeletti ellenfeleik az onik és tenguk.

## Dátum és szerző
A mű szerzője ismeretlen. Számos elmélet született a szerző/szerzők kilétét illetően: az egyik azt állítja, hogy Minamoto no Takakuni, az Udzsi Dainagon Monogatari szerzője az, aki összeállította a gyűjteményt, a másik elmélet szerint, Tobane Szódzsó, egy buddhista szerzetes volt a gyűjtő, a harmadik elmélet pedig egy névtelen buddhista papot említ, aki Kiotó és Nara környékén élhetett valamikor a késő Heian-korban. Tudományos megállapodás nem született arról, kit tekintsenek a mű szerzőjének.
A gyűjtemény keltezése is bizonytalan. Az egyes mesékben bemutatott események alapján valószínű, hogy a 12. század első felében, valamikor 1120 után.

## Szuzuka kézirat
A Kondzsaku monogatarisú legrégibb fennmaradó példánya a Szuzuka kézirat (鈴鹿 家 旧 蔵 本). amit egy Curetane Szuzuka nevű sintó pap állított össze a Kamakura-korban (1185-1333). 1996-ban nemzeti kinccsé nyilvánítottak. A kéziratot az egyik leszármazott, aki a Kiotói Egyetemen volt könyvtáros, az egyetemnek adományozta és ott archiválták. A kéziratot beolvasták, és digitálisan elérhetővé vált az interneten.

## Állatok a Kondzsaku monogatarisúban
A gyűjteményben szereplő állatok különféle emberi tulajdonságokkal (gondolkodás, érzelmeskedés, beszéd) vannak felruházva. A szerző azzal a céllal adhatott az állatoknak emberi tulajdonságokat, hogy jobban érzékeltethesse a történet tanulságát. Az állatok és a tulajdonságok, amivel fel vannak ruházva, átlagosak és magától értetődőek, ezért mindenki rájuk ismer, és megérti. A Kondzsakuban lévő mesék, amik tartalmaznak ilyen állatokat, számos kategóriába sorolhatóak az alapján, hogy melyik erkölcsi tulajdonság emelkedik ki a történetben.

## Jelentősége
A Kondzsakuban megjelenő mesék közül sok megtalálható más gyűjteményekben is (például szellem történetes gyűjteményekben). Mind ezek a mesék, miután a köztudatba kerültek, sokszor át lettek fogalmazva, és szájhagyomány útján léteztek tovább évszázadokon keresztül. Még modern írók is átvettek egyes történeteket a Kondzsakuból.
Híres példa erre Akutagava Rjúnoszuke: A vihar kapujában (nyugaton jobban ismert Kuroszava Akira: Rasómon című filmjéből). Továbbá más szerzőknek is, többek között Tanizaki Dzsunicsirónak és Hori Tacuónak is vannak műve]i, amelyeknek alapjául egy-egy kondzsaku mese szolgált.
A Kondzsaku monogatarisúban található szecuváknak két fő célja van: vallási és világi. A vallási fontos abban, hogy az olvasót bevezesse a buddhizmus mélyebb megértésébe, és hogy bemutassa, mit jelent a japán nép számára. Ezek a történetek egyszerűen, még is értelmesen vannak megfogalmazva, és megpróbálja úgy bemutatni a buddhizmust, amelyet bármely háttérből származó ember megérthet. A világi jellege pedig, hogy szórakoztatja az olvasó közönséget, és bárki találhat olyan mesét benne, ami az ő ízlésének megfelelő.
Van egy érdekes referencia Akutagava a A vihar kapujában című novellájában: 旧 記 の 記者 の 語 を 借 り れ ば,『頭 身 の 毛 も 太 る』よ う に 感 じ た の で あ る. („Amikor kölcsönvett egy mondatot a régi krónikák íróitól, úgy érezte, hogy „még a fején és a testén levő szőr is megvastagodott”.”) Ez egy utalás a Kondzsaku egyik szakaszára az utolsó részből. Burkoltan azt jelenti, hogy nagyon félt. Magyarul értelmezhető úgy is, hogy „annyira félt, hogy égnek állta szőr az egész testén”.